# واهان رشتونی
واهان هاروتیونی رشتونی (ارمنی: Վահան Հարությունի Ռշտունի؛  زادهٔ ۶ فوریهٔ ۱۸۹۴ - درگذشته ۴ فوریهٔ ۱۹۷۰) یک مورخ اهل ارمنستان بود.

## زندگی‌نامه
در ۶ فوریهٔ ۱۸۹۴ در واغارشاپات به دنیا آمد و از دانشکده علوم الهی گئورگیان (۱۹۱۵) دانشگاه فنی گرجستان (۱۹۲۴) فارغ‌التحصیل شد. وی در دانشگاه دولتی ایروان، آرم‌فان و انستیتو تاریخ فرهنگستان ملی علوم ارمنستان فعالیت می‌کرد. وی عضو مکاتبه‌ای فرهنگستان ملی علوم ارمنستان (۱۹۵۶) بود. وی همچنین برنده دانشمند شایسته ارمنستان شوروی (۱۹۴۶) شده است. وی در ۴ فوریهٔ ۱۹۷۰ در سن ۷۵ سالگی در ایروان درگذشت.

## یادداشت
1. ↑  պատմական գիտությունների դոկտոր